# 1793 في الولايات المتحدة
فيما يلي قوائم الأحداث التي وقعت خلال عام 1793 في الولايات المتحدة.

## سياسة

### تعيين في المنصب
- 4 مارس – جيمس ماديسون عضو مجلس النواب الأمريكي.
- 8 أكتوبر – صامويل آدمز حاكم ماساتشوستس [الإنجليزية]‏.
- 2 ديسمبر – ألبرت غالاتين عضو مجلس الشيوخ الأمريكي.

### انتهاء فترة المنصب
- 3 مارس – إلبردج جيري عضو مجلس النواب الأمريكي.
- 3 مارس – جون لورانس عضو مجلس النواب الأمريكي.
- 4 مارس – ريتشارد باسيت عضو مجلس الشيوخ الأمريكي.
- 30 مارس – وليام باترسون حاكم نيو جيرسي [الإنجليزية]‏.
- 18 سبتمبر – جورج ريد عضو مجلس الشيوخ الأمريكي.
- 8 أكتوبر – جون هانكوك حاكم ماساتشوستس [الإنجليزية]‏.
- 31 ديسمبر – توماس جفرسون وزير الخارجية الأمريكي.

## مواليد

### يناير
- 1 يناير – جون سليدل سياسي أمريكي.
- 1 يناير – دانيال كيلجور سياسي أمريكي.
- 1 يناير – مانويل ارميجو سياسي من الولايات المتحدة الأمريكية.
- 6 يناير – جيمس ماديسون بورتر سياسي أمريكي.
- 14 يناير – جون سي كلارك سياسي أمريكي.

### فبراير
- 4 فبراير – تشونسي فوروارد سياسي أمريكي.

### مارس
- 2 مارس – سام هيوستن سياسي أمريكي.

### مايو
- 5 مايو – روبرت ايميت بلدسو بايلور سياسي أمريكي.

### يونيو
- 26 يونيو – جوزيف هول سياسي أمريكي.

### سبتمبر
- 4 سبتمبر – إدوارد بيتس سياسي أمريكي.

### أكتوبر
- 28 أكتوبر – إليفاليت ريمينغتون مصمم أسلحة نارية أمريكي.

## وفيات

### يناير
- 1 يناير – وليام كلاسكوك (مواليد 1730) سياسي أمريكي.

### يوليو
- 23 يوليو – روجر شيرمان (مواليد 1721) سياسي أمريكي.

### سبتمبر
- 2 سبتمبر – ويليام هيل براون (مواليد 1765)

### أكتوبر
- 8 أكتوبر – جون هانكوك (مواليد 1737) سياسي أمريكي.